# Brachygnathus
Brachygnathus is een geslacht van kevers uit de familie van de loopkevers (Carabidae). De wetenschappelijke naam van het geslacht is voor het eerst geldig gepubliceerd in 1830 door Perty.

## Soorten
Het geslacht Brachygnathus omvat de volgende soorten:
- Brachygnathus angusticollis Burmeister,
- Brachygnathus festivus Dejean,
- Brachygnathus muticus Perty,
- Brachygnathus oxygonus Perty,